# Шапошніково (Ростовська область)
Шапо́шніково (рос. Шапошниково) — село в Матвієво-Курганському районі Ростовської області Росії. Входить до складу Алексєєвського сільського поселення.

## Географія
Географічні координати: 47°35' пн. ш. 38°48' сх. д. Часовий пояс — UTC+4.
Відстань до районного центру, селища Матвієв Курган, становить 10 км. Через село протікає річка Міус.

### Урбаноніми
- вулиці — Підгірна, Приміуська;
- провулки — Алакинський, Шкільний[2].

## Населення
За даними перепису населення 2010 року на території села проживало 195 осіб. Частка чоловіків у населенні складала 45,6% або 89 осіб, жінок — 54,4% або 106 осіб.